# Busby Babes

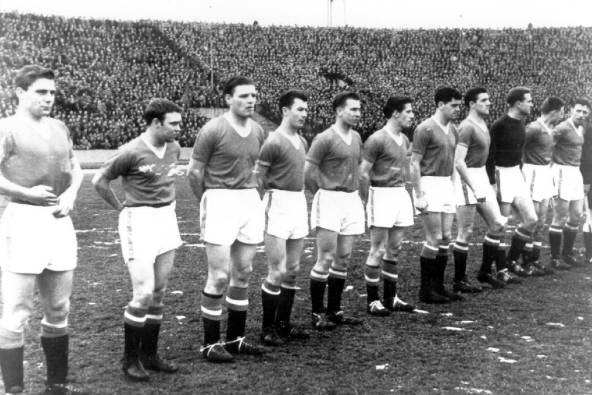
De Busby Babes voor hun laatste wedstrijd tegen Rode Ster Belgrado.

De Busby Babes was de bijnaam van een elftal van de Engelse voetbalclub Manchester United FC.
Manager Matt Busby van Manchester United was er in de jaren 50 van de 20e eeuw in geslaagd een zeer jeugdige ploeg met veel talent op te bouwen. Liefkozend werd het team de Busby Babes genoemd. In 1956 werden zij kampioen van Engeland met een gemiddelde leeftijd van 22 jaar. Ook in 1957 werd de landstitel behaald waardoor Manchester United mocht uitkomen in de Europacup I.

## De vliegramp
In de kwartfinale van de Europa Cup kwalificeerden de Busby Babes zich voor de halve finale ten koste van Rode Ster Belgrado. Op de terugreis op 6 februari 1958 vanuit Belgrado werd een tussenstop gemaakt in München, waarna het opstijgen tot twee keer toe moest worden onderbroken vanwege technische problemen. Bij de derde keer ging het mis. Het vliegtuig geraakte van de startbaan, reed door een hek waarna het vliegtuig een boom, een gebouw en een houten schuur met daarin een vrachtwagen raakte. Van de 43 inzittenden waren er 21 op slag dood. Twee van de overlevenden lieten een paar weken later alsnog het leven. De omgekomen spelers die behoorden tot de Busby Babes waren Roger Byrne (28), Eddie Colman (21), Mark Jones (24), Duncan Edwards (21), Liam Whelan (22), Tommy Taylor (26), David Pegg (22) en Geoff Bent (25).
Op Old Trafford, het voetbalstadion van Manchester United hangt nog altijd een klok die stilstaat op het moment van de crash: 15:04.